# Кераца Висулчева
Кераца Висулчева (Нестрам, 7. април 1910 — Скопље, 13. јануар 2004) била је македонска и бугарска сликарка.
Највећи део од живота Кераца Висулчева је провела у Пловдиву (Бугарска). У Северну Македонију је емигрирала 1996. године.
Целокупно стваралаштво од преко 500 дела (слика, пастела, акварела и скулптура) Висулчева је оставила у трајно власништво северномакедонској држави. Њена последња жеља је била да се уметничка дела не продају, већ да остану како национално богатство Северне Македоније. Данас су та дела изложена у Ресену и Скопљу.